# Tom Gullberg
Tom Gullberg, född 1965, finländsk historiker, fil.dr. med avhandlingen State, Territory and Identity (2000). Han har publicerat en rad artiklar om nationella och regionala identiteter, samt om principen om nationernas självbestämmanderätt. Gullberg är universitetslektor i historiens och samhällslärans didaktik  vid Åbo Akademis pedagogiska fakultet i Vasa.